# Gumpenbach (Rißbach)
Der Gumpenbach ist ein rund 1,0 km langer Wildbach in Tirol.
Er entsteht aus zwei Quellästen im Gumpenkar, versickert teilweise im Schutt, tritt wieder aus und versickert dann wieder endgültig; noch weit bevor er oberirdisch den Rißbach erreichen könnte, in dessen Einzugsgebiet er sich befindet. Über den Bach verläuft der Gumpenkarsteig zum Gamsjoch.